# Янсен, Вим
Вилхе́лмюс (Вим) Мари́нюс Анто́ниюс Я́нсен (нидерл. Wilhelmus "Wim" Marinus Anthonius Jansen; 28 октября 1946, Роттердам, Южная Голландия — 25 января 2022, Хендрик-Идо-Амбахт, Южная Голландия) — нидерландский футболист, полузащитник, футбольный тренер.

## Карьера

### В сборной
В сборной Нидерландов Вим Янсен дебютировал 4 октября 1967 года в отборочном матче чемпионата Европы 1968 года со сборной Дании, завершившимся со счётом 2:3. В 1974 году Янсен в составе сборной принял участие в чемпионате мира 1974 года, на котором сыграл во всех семи матчах своей сборной и завоевал серебряные медали. В 1976 году Янсен принял участие в чемпионате Европы 1976 года на котором завоевал бронзовые медали. 1978 году Янсен второй раз в составе сборной принял участие в чемпионате мира 1978 года, на котором сыграл во всех семи матчах своей сборной и вновь завоевал серебряные медали. Своё последнее выступление за сборную Янсен провёл в товарищеском матче со сборной Испании 23 января 1980 года, тот матч завершился поражением голландцев со счётом 0:1. Всего же за сборную Нидерландов Вим Янсен провёл 65 матчей, в которых забил 1 гол.
| №  | Дата             | Соперник          | Счёт | Голы | Турнир                    |
| 1  | 4 октября 1967   | Дания             | 2:3  | -    | Отборочный матч к ЧЕ 1968 |
| 2  | 1 ноября 1967    | Югославия         | 0:1  | -    | Товарищеский матч         |
| 3  | 29 ноября 1967   | СССР              | 3:1  | -    | Товарищеский матч         |
| 4  | 7 апреля 1968    | Бельгия           | 1:2  | -    | Товарищеский матч         |
| 5  | 1 мая 1968       | Польша            | 0:0  | -    | Товарищеский матч         |
| 6  | 30 мая 1968      | Шотландия         | 0:0  | -    | Товарищеский матч         |
| 7  | 5 июня 1968      | Румыния           | 0:0  | -    | Товарищеский матч         |
| 8  | 4 сентября 1968  | Люксембург        | 2:0  | 1    | Отборочный матч к ЧМ 1970 |
| 9  | 26 марта 1969    | Люксембург        | 4:0  | -    | Отборочный матч к ЧМ 1970 |
| 10 | 7 мая 1969       | Польша            | 1:0  | -    | Отборочный матч к ЧМ 1970 |
| 11 | 22 октября 1969  | Болгария          | 1:1  | -    | Отборочный матч к ЧМ 1970 |
| 12 | 14 января 1970   | Англия            | 0:0  | -    | Товарищеский матч         |
| 13 | 28 января 1970   | Израиль           | 1:0  | -    | Товарищеский матч         |
| 14 | 11 октября 1970  | Югославия         | 1:1  | -    | Отборочный матч к ЧЕ 1972 |
| 15 | 11 ноября 1970   | ГДР               | 0:1  | -    | Отборочный матч к ЧЕ 1972 |
| 16 | 2 декабря 1970   | Румыния           | 2:0  | -    | Товарищеский матч         |
| 17 | 24 февраля 1971  | Люксембург        | 6:0  | -    | Отборочный матч к ЧЕ 1972 |
| 18 | 4 апреля 1971    | Югославия         | 0:2  | -    | Отборочный матч к ЧЕ 1972 |
| 19 | 10 октября 1971  | ГДР               | 3:2  | -    | Отборочный матч к ЧЕ 1972 |
| 20 | 17 ноября 1971   | Люксембург        | 8:0  | -    | Отборочный матч к ЧЕ 1972 |
| 21 | 1 декабря 1971   | Шотландия         | 2:1  | -    | Товарищеский матч         |
| 22 | 3 мая 1972       | Перу              | 3:0  | -    | Товарищеский матч         |
| 23 | 12 сентября 1973 | Норвегия          | 2:1  | -    | Отборочный матч к ЧМ 1974 |
| 24 | 27 марта 1974    | Австрия           | 1:1  | -    | Товарищеский матч         |
| 25 | 5 июня 1974      | Румыния           | 0:0  | -    | Товарищеский матч         |
| 26 | 15 июня 1974     | Уругвай           | 2:0  | -    | Чемпионат мира 1974       |
| 27 | 19 июня 1974     | Швеция            | 0:0  | -    | Чемпионат мира 1974       |
| 28 | 23 июня 1974     | Болгария          | 4:1  | -    | Чемпионат мира 1974       |
| 29 | 26 июня 1974     | Аргентина         | 4:0  | -    | Чемпионат мира 1974       |
| 30 | 30 июня 1974     | ГДР               | 2:0  | -    | Чемпионат мира 1974       |
| 31 | 3 июля 1974      | Бразилия          | 2:0  | -    | Чемпионат мира 1974       |
| 32 | 7 июля 1974      | ФРГ               | 1:2  | -    | Чемпионат мира 1974       |
| 33 | 25 сентября 1974 | Финляндия         | 3:1  | -    | Отборочный матч к ЧЕ 1976 |
| 34 | 9 октября 1974   | Швейцария         | 1:0  | -    | Товарищеский матч         |
| 35 | 3 сентября 1975  | Финляндия         | 4:1  | -    | Отборочный матч к ЧЕ 1976 |
| 36 | 10 сентября 1975 | Польша            | 1:4  | -    | Отборочный матч к ЧЕ 1976 |
| 37 | 15 октября 1975  | Польша            | 3:0  | -    | Отборочный матч к ЧЕ 1976 |
| 38 | 22 ноября 1975   | Италия            | 0:1  | -    | Отборочный матч к ЧЕ 1976 |
| 39 | 25 апреля 1976   | Бельгия           | 5:0  | -    | Отборочный матч к ЧЕ 1976 |
| 40 | 16 июня 1976     | Чехословакия      | 1:3  | -    | Чемпионат Европы 1976     |
| 41 | 19 июня 1976     | Югославия         | 3:2  | -    | Чемпионат Европы 1976     |
| 42 | 8 сентября 1976  | Исландии          | 1:0  | -    | Отборочный матч к ЧМ 1978 |
| 43 | 13 октября 1976  | Северная Ирландия | 2:2  | -    | Отборочный матч к ЧМ 1978 |
| 44 | 31 августа 1977  | Исландии          | 4:1  | -    | Отборочный матч к ЧМ 1978 |
| 45 | 5 октября 1977   | СССР              | 0:0  | -    | Товарищеский матч         |
| 46 | 12 октября 1977  | Северная Ирландия | 1:0  | -    | Отборочный матч к ЧМ 1978 |
| 47 | 26 октября 1977  | Бельгия           | 1:0  | -    | Отборочный матч к ЧМ 1978 |
| 48 | 22 февраля 1978  | Израиль           | 2:1  | -    | Товарищеский матч         |
| 49 | 5 апреля 1978    | Тунис             | 4:0  | -    | Товарищеский матч         |
| 50 | 20 мая 1978      | Австрия           | 1:0  | -    | Товарищеский матч         |
| 51 | 3 июня 1978      | Иран              | 3:0  | -    | Чемпионат мира 1978       |
| 52 | 7 июня 1978      | Перу              | 0:0  | -    | Чемпионат мира 1978       |
| 53 | 11 июня 1978     | Шотландия         | 2:3  | -    | Чемпионат мира 1978       |
| 54 | 14 июня 1978     | Австрия           | 5:1  | -    | Чемпионат мира 1978       |
| 55 | 18 июня 1978     | ФРГ               | 2:2  | -    | Чемпионат мира 1978       |
| 56 | 21 июня 1978     | Италия            | 2:1  | -    | Чемпионат мира 1978       |
| 57 | 25 июня 1978     | Аргентина         | 1:3  | -    | Чемпионат мира 1978       |
| 58 | 20 сентября 1978 | Исландия          | 3:0  | -    | Отборочный матч к ЧЕ 1980 |
| 59 | 20 декабря 1978  | ФРГ               | 1:3  | -    | Товарищеский матч         |
| 60 | 24 февраля 1979  | Италия            | 0:3  | -    | Товарищеский матч         |
| 61 | 28 марта 1979    | Швейцария         | 3:0  | -    | Отборочный матч к ЧЕ 1980 |
| 62 | 2 мая 1979       | Польша            | 0:2  | -    | Отборочный матч к ЧЕ 1980 |
| 63 | 22 мая 1979      | Аргентина         | 0:0  | -    | Товарищеский матч         |
| 64 | 17 октября 1979  | Польша            | 1:1  | -    | Отборочный матч к ЧЕ 1980 |
| 65 | 23 января 1980   | Испания           | 0:1  | -    | Товарищеский матч         |

Итого: 65 матчей / 1 гол; 35 побед, 15 ничьих, 15 поражений.

## Достижения

### Командные
Сборная Нидерландов
- Серебряный призёр чемпионата мира (2): 1974, 1978
- Бронзовый призёр чемпионата Европы: 1976

«Фейеноорд»
- Чемпион Нидерландов (3): 1968/69, 1970/71, 1973/74
- Серебряный призёр чемпионата Нидерландов (9): 1965/66, 1966/67, 1967/68, 1969/70, 1971/72, 1972/73, 1974/75, 1975/76, 1978/79
- Обладатель Кубка Нидерландов (2): 1969, 1980
- Обладатель Кубка европейских чемпионов: 1969/70
- Обладатель Кубка УЕФА: 1973/74
- Обладатель Межконтинентального кубка: 1970

«Аякс»
- Чемпион Нидерландов: 1981/82
- Серебряный призёр чемпионата Нидерландов: 1980/81
- Финалист Кубка Нидерландов: 1981

### Тренерские
«Фейеноорд»
- Бронзовый призёр чемпионата Нидерландов: 1992
- Обладатель Кубка Нидерландов (2): 1991, 1992

«Селтик»
- Чемпион Шотландии: 1998
- Обладатель Кубка шотландской лиги: 1997

### Личные
- Тренер года по версии Шотландской ассоциации футбольных журналистов: 1998